# Нейропсихологія
Нейропсихологія — галузь психологічної науки на межі психології, медицини (нейрохірургії та неврології) і фізіології, що вивчає мозкові механізми вищих психічних функцій на матеріалі локальних уражень головного мозку. Предметом нейропсихології є зв'язок вищих психічних функцій та поведінки зі структурами мозку. Термін «нейропсихологія» застосовується як щодо досліджень з ушкодженнями у тварин, так і щодо праць, які базуються на вивченні електричної активності окремих клітин (або груп клітин) у вищих приматів (в тому числі й дослідження людини в цьому контексті).
Нейропсихологія застосовує науковий метод та розглядає окремі психічні процеси, як процеси обробки інформації. Ця концепція прийшла з когнітивної психології та когнітивної науки.
Нейропсихологія — одна з найеклектичніших дисциплін психології, яка перетинається з дослідженнями в галузі філософії (особливо філософії розуму), нейробіології, психіатрії та інформатики (особливо, у створенні та вивченні штучних нейронних мереж).
На практиці нейропсихологи переважно працюють в наукових-дослідних організаціях і в організаціях, зайнятих клінічними дослідженнями, спеціалізованих клініках (напрямок — клінічна нейропсихологія), судових та слідчих установах (часто займаються судовою експертизою в судових процесах) або індустрії (часто як консультанти в організаціях, де нейропсихологічні знання мають особливе значення та застосовуються при розробці продукції). Актуальним стає питання про законодавче забезпечення захисту та збереження нейропсихологічної інформації, яка фіксується нервовою системою людини на всіх рівнях її організації і є основою людської пам'яті

## Завдання
- Встановлення закономірностей функціонування мозку при взаємодії організму з зовнішнім та внутрішнім середовищем.
- Нейропсихологічний аналіз локальних ушкоджень мозку.
- Перевірка функціонального стану мозку та окремих його структур.

## Підходи
Експериментальна нейрофізіологія — підхід, що використовує методи експериментальної фізіології для дослідження зв'язків між функціонуванням та будовою нервової системи та когнітивними функціями. Більшість досліджень проводиться при вивченні поведінки здорової людини в лабораторії, проте частина досліджень спрямована на експерименти за участю тварин. Перевага експериментів за участю людини в тому, що можна використовувати специфічні функції нервової системи людини для дослідження зв'язків між нейроанатомією та психологічними функціями.
Клінічна нейрофізіологія — застосування нейрофізіологічного знання для оцінки (пор. нейрофізіологічний тест), керування та реабілітації людей, які страждають від хвороби або травми (особливо травми мозку), що викликала пошкодження когнітивних функцій людини. Зокрема, цей підхід дає фізіологічний погляд на методи лікування таких хворих, на те як захворювання і/або травма впливає на психологію людини і як психологічні впливи можуть вплинути на перебіг хвороби. Клінічні нейрофізіологи зазвичай працюють в медичних установах.
Конективізм — використання штучних нейронних мереж для моделювання когнітивних процесів. Цей підхід використовує різні спрощені, але правдоподібні моделі функціонування нейронів. Наприклад, для вивчення ефектів травм або хвороб головного мозку, нейронні мережі спочатку тренують для виконання певного когнітивного завдання, потім вносять зміну, що моделює травму (хворобу), і порівнюють з даними, отриманими на реальному мозку.

## Методи та інструментарій

### Методи нейропсихології
Методичні основи нейропсихології можна розділити на дві групи. До першої слід віднести ті методи, за допомогою яких були отримані основні теоретичні знання, а до другої — методи, які використовуються нейропсихологією в практичній діяльності.
Що стосується першої групи, то тут вирізняють:
- порівняльно-анатомічний метод дослідження;
- метод подразнення;
- метод руйнування.

Порівняльно-анатомічний метод дослідження дозволяє з'ясовувати залежність способів життя, поведінки тварин від особливостей будови їхньої нервової системи. За допомогою цього методу були з'ясовані принципи роботи мозку, а також будова кори великих півкуль, але вивчити функції тих чи тих структур було складно.
Метод подразнення передбачає аналіз особливостей вищих психічних функцій (ВПФ) в результаті впливу на мозок. Оскільки цей вплив можна надавати по-різному, виділяють пряме подразнення, непряме подразнення та подразнення окремих нейронів. Перше припускає безпосередній вплив на окремі ділянки кори за допомогою електричного струму або механічно. 1871 року Фрич та Гітціг таким чином виділили моторні зони у собак, Ч. Шерінгтон (1903) провів досліди на мавпах, В. Пенфілд уперше використав цей метод на людині (1945). Проте безпосередній вплив на мозок має ряд обмежень, особливо відносно людини. Тому виникла потреба в більш природному методі вивчення функцій головного мозку — непрямому подразненні або непрямий стимуляції кори. Цей метод передбачає виявлення зміни електричної активності ділянок мозку в результаті впливу певних природних факторів. Найбільш поширений метод викликаних потенціалів, коли у відповідь на певний зовнішній вплив реєструють зміни ритмів у спектрі електроенцефалограми.
Подальший розвиток експериментальної нейрофізіології дозволив перейти до детальнішого аналізу — вивчення активності окремих нейронів, що стало можливим в результаті застосування мікроелектродів, які можуть бути імплантовані в окремий нейрон. Однак основну роль у становленні нейропсихології як науки про мозкові механізми психічних процесів відіграв метод руйнування (або вимикання). Цей метод передбачає руйнування певної області мозку тварини та спостереження за особливостями її поведінки. Що стосується людини, то метод полягає в спостереженні над хворим після нейрохірургічних операцій або поранень в область мозку. Можна виділити необоротні руйнування (хірургічне видалення певних ділянок мозку, метод перерізання коміссур мозку, запропонований Р. Сперрі) та оборотні порушення роботи окремих ділянок мозку. Оборотні порушення пов'язані з тимчасовим вимкненням окремої ділянки мозку з подальшим відновленням функцій: охолодження нижче 25 градусів, що призводить до припинення активності нейронів; метод Вада, що полягає у введенні в сонну артерію спеціального препарату та відключенні відповідної півкулі мозку.
Всі перераховані вище методи дозволили отримати основні дані, які й лягли в основу нейропсихології, тому їх можна віднести скоріше до наукових методів дослідження. У практичній діяльності нейропсихології використовується запропонований А. Р. Лурія метод синдромного аналізу або «батарея методів Лурії». А. Р. Лурія відібрав низку тестів, об'єднаних в «батарею», яка дозволяє оцінити стан всіх основних ВПФ (за їх параметрами). Ці методики адресовані до всіх мозкових структур, які забезпечують вказані параметри, що і дозволяє визначити зону ураження мозку. Зміна складності завдань та темпу їхнього пред'явлення дає можливість з великою точністю виявити тонкі форми порушення (поставити топічний діагноз). Запропонований метод заснований на системному підході до аналізу порушень функції та якісному аналізі дефекту і являє собою набір спеціальних проб, що адресуються до різних пізнавальних процесів, довільних рухів та дій.
Дані методи, як інструмент клінічної нейропсихологічної діагностики, спрямовані на вивчення різних пізнавальних процесів та особистісних характеристик хворого — мови, мислення, письма та рахунку, пам'яті. Спеціальну область застосування нейропсихологічних методів є проблема шкільної дезадаптації. За допомогою методу синдромного аналізу можна визначити наявність або відсутність мозкових дисфункцій у дітей із труднощами навчання, розкрити механізми, що лежать в основі цих труднощів, і зрозуміти первинний дефект, який визначив їхнє виникнення.

### Інструментарій нейропсихології
- Магнітно-резонансна томографія (МРТ);
- Позитрон-емісійна томографія (ПЕТ);
- Комп'ютерна томографія (КТ);
- Електроенцефалограма (ЕЕГ).

## Вчені, що внесли помітний внесок в нейропсихологію
- Лурія Олександр Романович — засновник російської нейропсихології;
- Величковський Борис Митрофанович  — професор нейропсихології (1990, Білефельдський університет, ФРН);
- та ін.